# Serrà
|  | Per a altres significats, vegeu «Serrà (desambiguació)». |

El serrà o el serranet (Serranus cabrilla) és un peix teleosti de l'ordre dels perciformes i de la família dels serrànids que es pesca sobretot els mesos calorosos. Espècie molt comuna i de carn bona, però no gaire apreciada al litoral dels Països Catalans. Pesca artesanal i esportiva, amb arts de platja, ròssec, tresmall, línies de mà, palangres de fons i canya. Esportivament és una espècie molt preuada a la pesca amb volantí. Es troba ocasionalment als mercats formant part de la morralla, i es comercialitza fresc, salat, fumat i congelat. També s'empra com a farina de peix.

## Morfologia

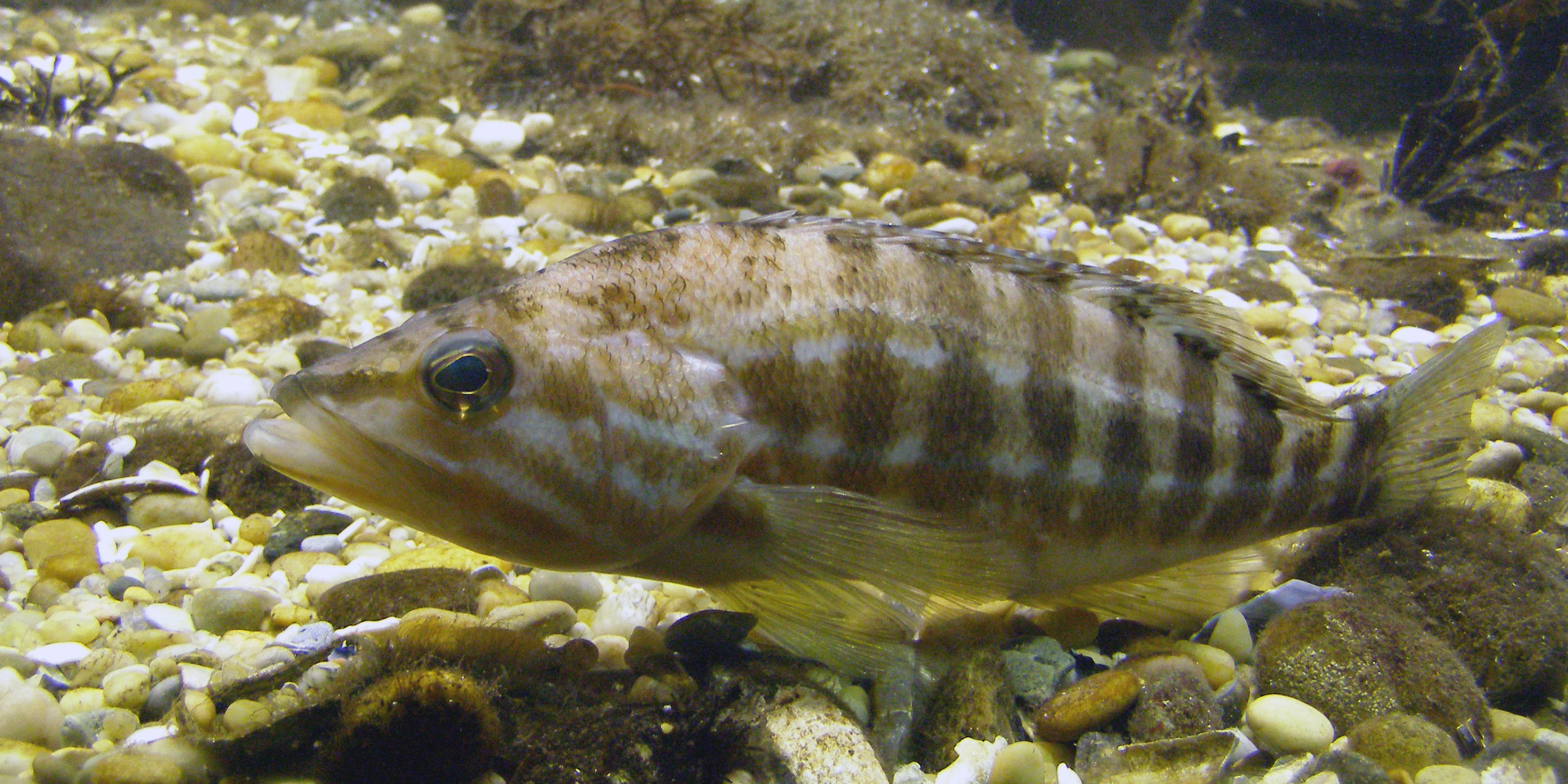
Serrà en un aquari portuguès

El cos és allargat i bastant alt amb una sèrie de franges longitudinals i transversals. El cap és allargat i té escates a l'opercle i a les galtes. Els ulls són globosos i bastant grossos. L'obertura branquial és grossa. A l'opercle hi ha tres espines. El preopercle és dentat. Té una dorsal llarga amb una petita fenedura que separa els radis durs dels blans. L'anal és quasi tan llarga com la part de la dorsal de radis blans. Les pectorals són amples. El color és variable i presenta dimorfisme sexual. Els mascles són grocs, grisos i rosats. Tenen de 7 a 9 franges verticals vermelles i de 2 a 3 bandes longitudinals de color groc. El ventre és d'un rosa pàl·lid. Les femelles tenen els colors més pàl·lids i hi domina el rosa. La talla màxima és de 35 cm.

## Ecologia
Apareix a tota la Mediterrània (incloent-hi la mar Negra), a tot l'Atlàntic oriental (des de les Illes Britàniques fins a Sud-àfrica) i a la part sud-africana de l'oceà Índic. Recentment ha entrat al Mar Roig.
És bentònic. Viu a la plataforma continental i al talús, entre els 10 i 500 m. En el litoral viu a praderies marines i a fons rocosos. A majors fondàries apareix a fons rocosos i sorrencs. És molt voraç i s'alimenta de peixos, crustacis, anèl·lids i mol·luscs. Com altres Serranus és hermafrodita simultani. La maduresa sexual arriba als 4 anys quan fa 15 cm. Es reprodueix entre els mesos de la primavera i de l'estiu.

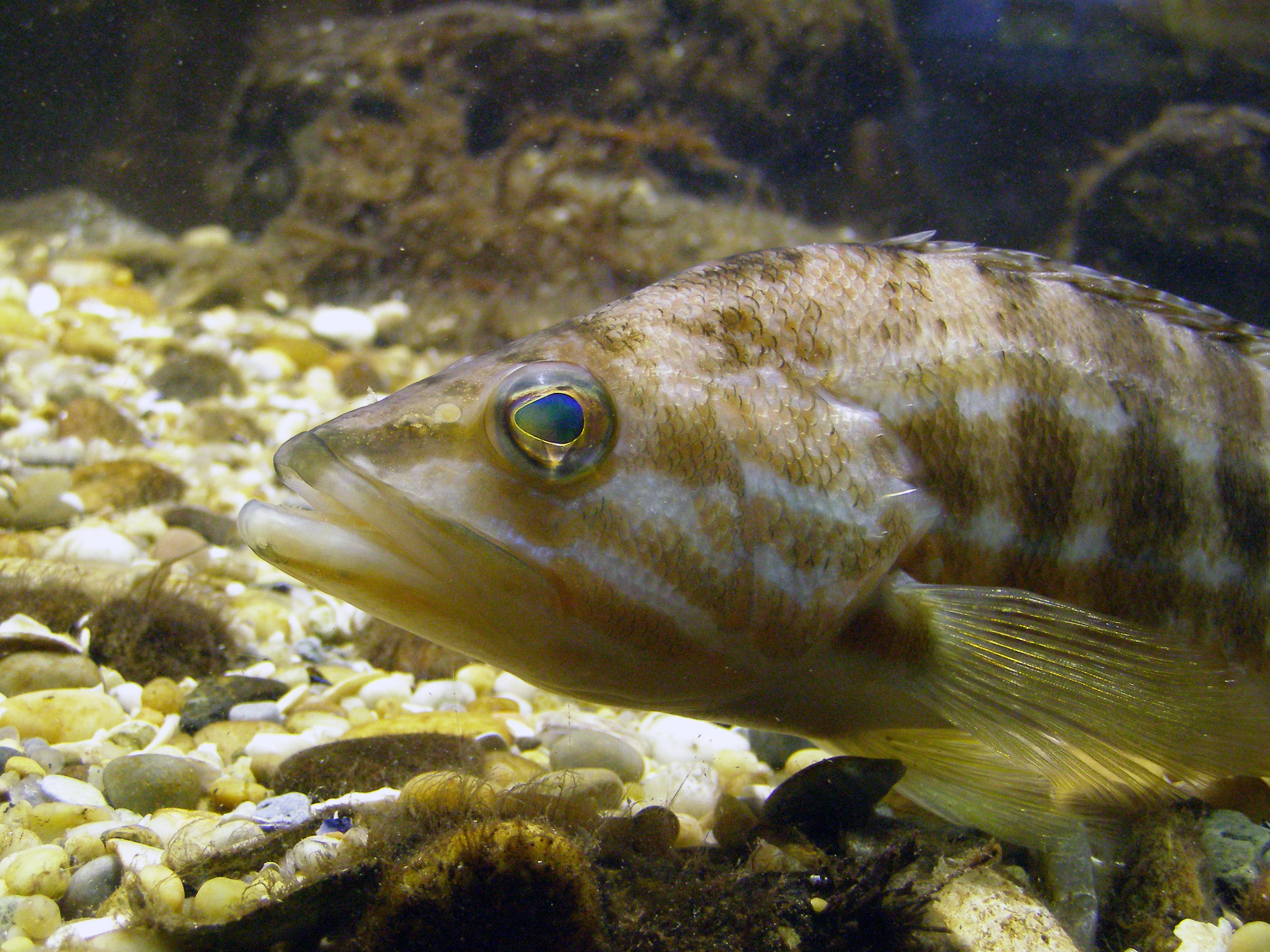
Detall d'un exemplar captiu
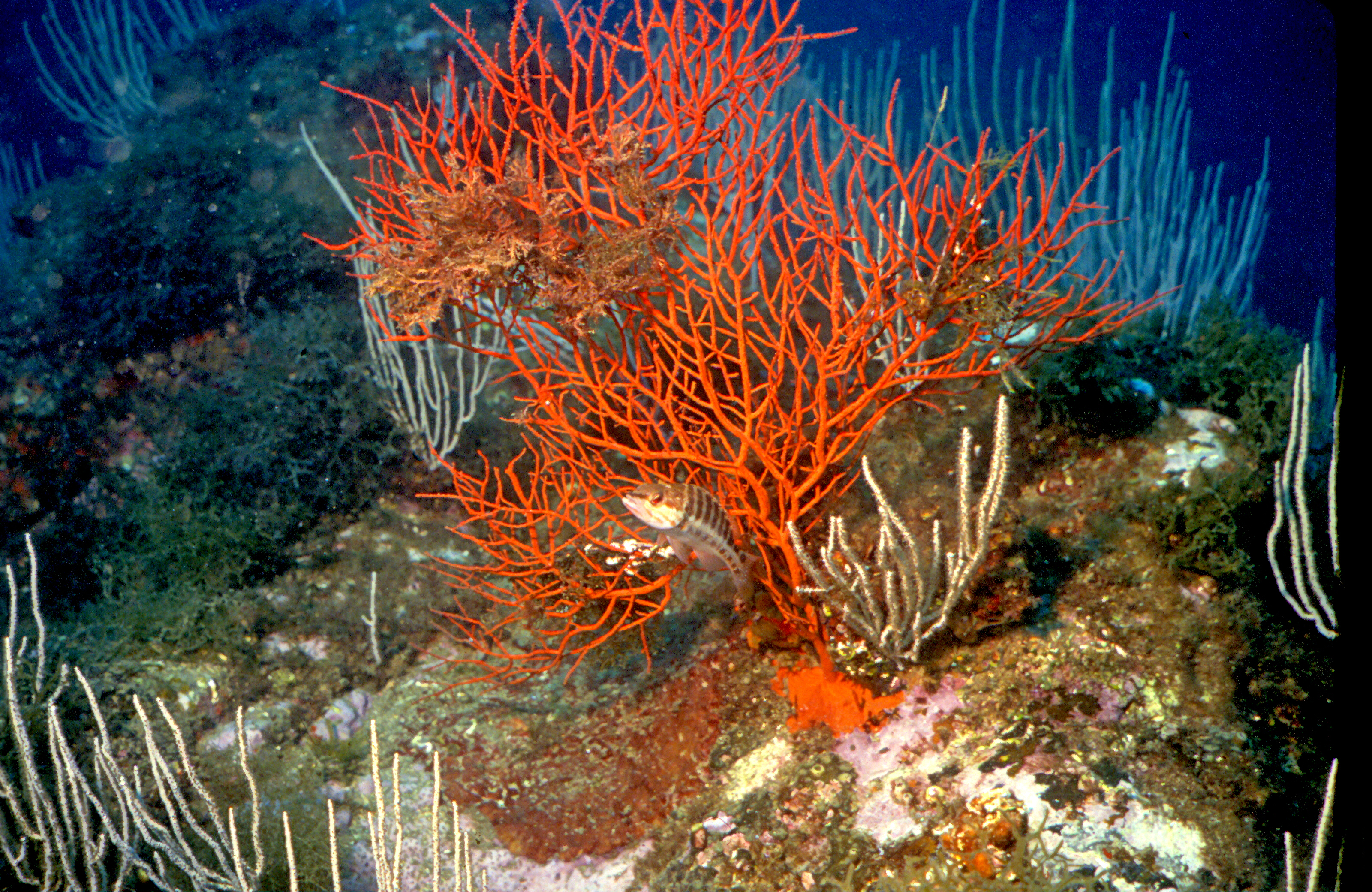
Un serrà defensant el seu territori, una gorgònia taronja